# نواعير حماة

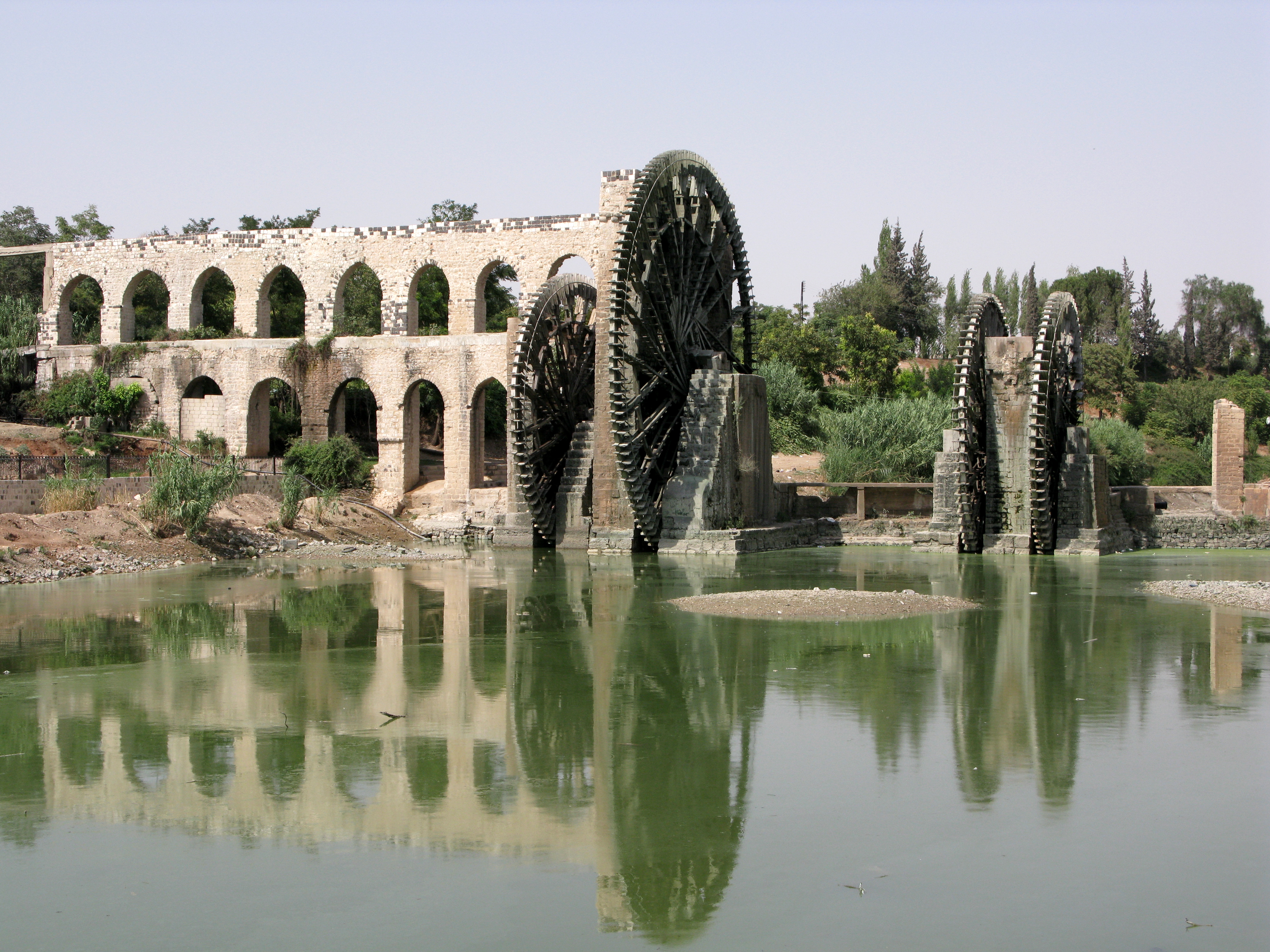
نورياس في عام 2008.

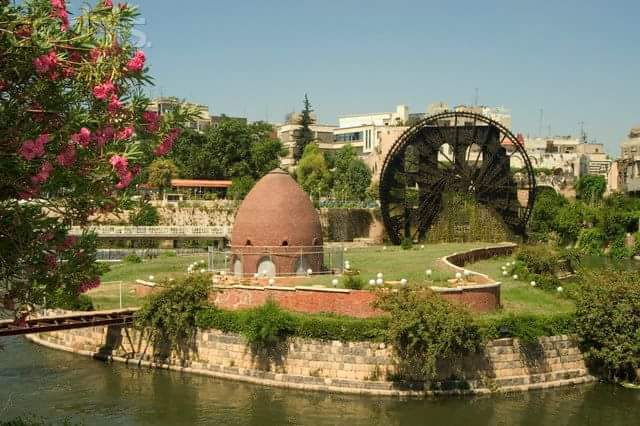
نواعير حماة

نواعير حماة وهي آلات مائية خشبية تدور بالقوة المائية وتتواجد على شواطئ نهر العاصي في مدينة حماة. وتنقل الماء منه بواسطة صناديق إلى حوض علوي ومنه يجري في قنوات محمولة على قناطر ليسقي المدينة وبساتينها. أطلق عليها لقب «أروع نواعير بنيت على الإطلاق» ، وأُدخلت في القائمة الإرشادية المؤقتة لمواقع التراث العالمي لليونسكو عام 1999 ، وكذلك في قائمة المعالم التاريخية للهندسة الميكانيكية

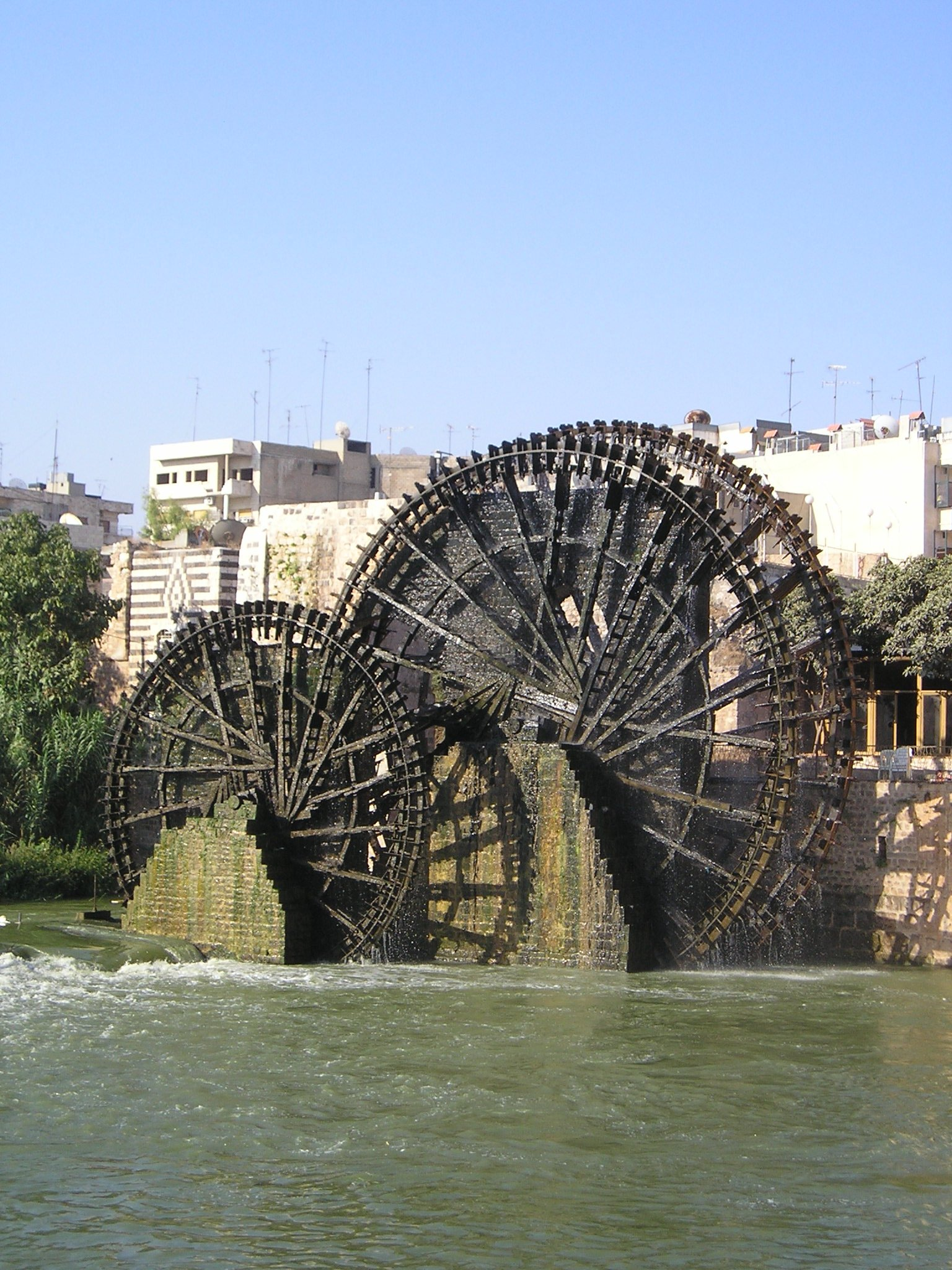
نواعير حماة

وأصل تسمية الناعورة لغوياً من فعل نَعَر بمعنى أحدث صوتاً فيه نعير، والنعير هو صوت يصدر من أقصى الأنف وسميت بالناعورة لصوتها.

## تاريخ النواعير
وهي من الأوابد الأثرية يمكن أن نذكر النواعير القائمة على نهر العاصي وخاصة في مدينة حماة في سوريا وهذا ما جعل بعض المؤرخين يطلقون على هذه المدينة اسم مدينة النواعير بالإضافة لاسمها الآخر وهو مدينة أبي الفداء. ويعود تاريخ النواعير إلى عهد الآراميين، وتبين الآثار السورية منحوتات ولوحات أثرية عن النواعير، مثل لوحة الفسيفساء الرائعة التي اكتشفت في شارع الأعمدة بمدينة أفاميا الأثرية على بعد 55 كم شمال مدينة حماة ويرجع تاريخ اللوحة إلى 420 م وتمثل صورة طبق الأصل للناعورة (اللوحة موجودة في متحف دمشق الوطني) وكذلك الآثار بالقرب من قلعة شيزر.

## وصف الناعورة
الناعورة، هي عبارة عن آلة مائية دائرية دائمة الحركة مخصصة لرفع الماء من النهر وعبر القناطر إلى البساتين على جانبي النهر، وتتكون من دولاب خشبي ضخم يدور حول محور خشبي من خشب الجوز حصرا يدعى القلب يرتكز على قواعد خشبية متوضعة على قواعد حجرية ثابتة وقوية في قاع النهر.

## مكونات الناعورة
- القلب وهو مركز دائرة الناعور
- الكفت بكسر الكاف فهي عبارة عن ساندات كالوسائد تحت القلب تصنع من خشب الجوز
- الصر قطع خشبية سميكة في محيط القلب تصنع من خشب المشمش
- الأعتاب وعددها 16 عتبة مهما اختلف حجم الناعورة من خمسة أمتار وحتى 25 مترا
- الوشاحات وتصنع من شجر الحور وعددها اثنان وثلاثون وشاحا لكل ناعورة
- القيود وتصنع من خشب الجوز أو التوت تصل بين الوشاح والآخر
- الدائرة تجمع على دوائر وهي دائرتان لكل ناعورة والغالب تصنع من خشب الجوز
- الأطابيع تصنع من خشب السنديان بين الدائرة والوشاح
- الرادين وهو جمع رادينة وخشبها من التوت وتدق رؤوسها العليا عبر ورشة من الأسافين
- أسافين جمع إسفين وهي أخشاب صغيرة تدق في الأسفل الداخلي للدائرة العليا من الناعورة
- قبون وهو عبارة عن طبقتين من الأخشاب تشكل أسفل وأعلى الصندوق
- القراعات أخشاب مصنوعة بغاية الدقة وتثبت الرادين من الأطراف الأربعة
- الميازيب وهي ومنها ينصب الماء في الناعورة
- الطبق وهو يشكل جانبي الصندوق
- الصندوق وهو لجمع وحمل الماء من النهر إلى أعلى الناعور لصب في القناة
- الريش وهي من خشب الجوز لإعطاء قوة دوران للناعورة
- الجامعات وهي من خشب الشوح أو الحور وهي مخصصة لزيادة دوران الناعورة
- عضايض خشب واصل من الجامهات وماحولها
- الأبواب تصنع من خشب الشوح وهي عريضة مثبت واحدة فوق وشاحين متقابلين تتحرك عن دخول دوران الناعورة إلى الماء

## دورها في الزراعة
لعبت النواعير دورًا أساسيًا في الاقتصاد الزراعي لأنها في الأساس وسيلة مبتكرة من وسائل الري، وإذا كان دورها في هذا المجال قد بدأ يقل شيئا فشيئًا بسبب استخدام الوسائل الحديثة ومضخات الماء الكهربائية (الموتورات) فإن أهميتها السياحية لم تنقص بتاتًا بل زادت وأصبحت نواعير حماة رمزًا ومعلمًا سياحيًا عالميًا. تتوقف أفواج السياح في مدينة حماة للتمتع بمنظر النواعير أو لدراسة حركتها.

## وظيفة الناعورة
الناعورة هي آلة مائية ذات حركة دائمة معدة لرفع الماء مؤلفة من أخشاب ومسامير حديدية وهي سواقي مقامة على النهر ونواعير حماة هي أكبر وأقدم نواعير في العالم، وعن كيفية عملها تغطس الناعورة أثناء دورانها بالماء وصناديقها منقلبة فارغة وترتفع ملآنة بالماء من النهر وتصب الماء في قناة ذات قناطر متعددة وتسقي به البساتين وأكثر الحمامات وبعض الدور والجوامع والخانات والمقاهي.
وظيفة الناعورة هي حمل الماء إلى مستوى أعلى من مستوى النهر لتيسير الاستفادة منه نظرًا لانخفاض مجرى نهر العاصي في أراضي حماة عن مستوى الحوض الذي ينساب فيه انخفاضًا كبيرًا قد يصل إلى سبعين مترًا في بعض الأماكن فقد أصبح من المتعذر الاستفادة من مياهه إلا باستخدام وسائل الري التي تلائم هذا الانخفاض الكبير فكانت الناعورة خير وسيلة توصل إليها الإنسان في سورية منذ أكثر من الفي عام، وتدور الناعورة دورة كاملة كل عشرين ثانية تعطي خلالها 2400 لتر من الماء .

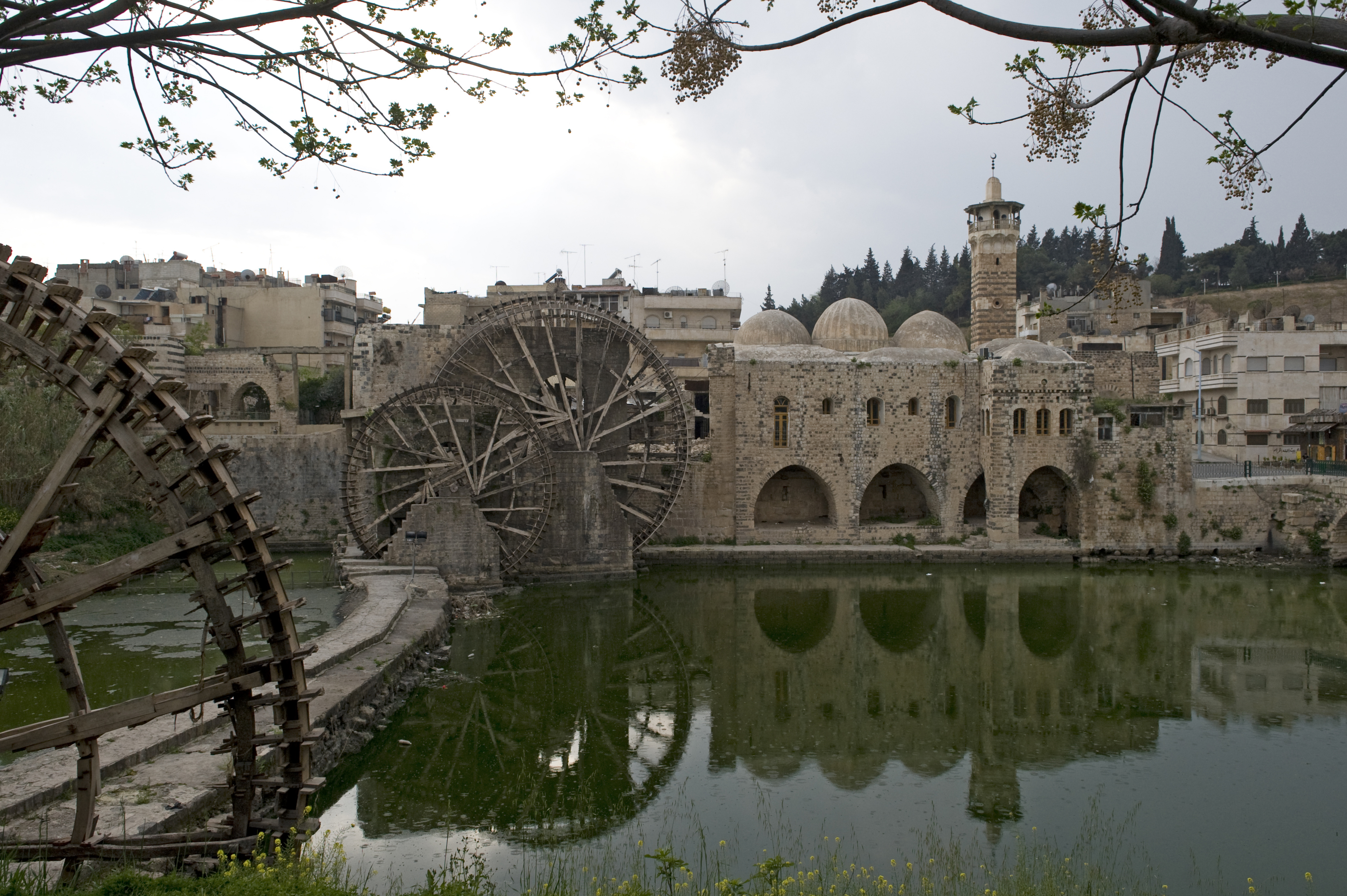
نواعير حماة (بعد غروب الشمس)

## في التاريخ
برع السوريون القدماء في شتى نواحي العلوم، والكثير من الحضارات التي قامت فوق الأرض السورية بامتدادها من البحر المتوسط حتى حدود الجزيرة السورية شرقا قدم الإنسان السوري الكثير بشتى أنواع العلوم وتخطيط المدن والقوانين والعبادات وتدجين الحيوانات والزراعة والفلك والمعارف والابتكارات الأولى في التاريخ البشري وابتكروا طرق وأساليب كثيرة تتعلق بالزراعة والري منها القنوات المائية التي يوجد منها في عدة مواقع أثرية في سورية ومنها النواعير وأقدم صورة للناعورة نجدها في لوحة من الفسيفساء يعود تاريخها للقرن الرابع قبل الميلاد وقد تم العثور عليها في مدينة أفاميا الأثرية بالقرب من حماة وهي موجودة اليوم في حديقة المتحف الوطني في دمشق.
وقد لاحظ الرحالة وجود النواعير في مدينة حماة حيث نجد الرحالة ابن جبير يقول عنها:
كما أن الرحالة ابن بطوطة يقول عن حماة:
أما المؤرخ أبو الفداء الذي كان ملكا على حماة فقال عن مدينته هذه ونواعيرها

## النواعير حديثا
في بداية القرن العشرين كان عدد النواعير في مدينة حماة والأراضي التابعة لها 105 نواعير منها 25 داخل مدينة حماة نفسها ولم يعد يوجد اليوم من كل هذه النواعير إلا حوالي 40 ناعورة في حالة العمل منها داخل المدينة 19 ناعورة تنتظم في خمس مجموعات هي:
- مجموعة البشريات: تقع في مدخل حماة من جهة الشرق وتضم أربع نواعير وهي تتكون من مجموعتين فرعيتين كل منهما يتكون من ناعورتين هما البشريتان والعثمانيتان.
- مجموعة الجسريات: وهي تتكون من أربع نواعير أيضا" وهم ناعورة الجسرية والمأمورية والمؤيدية والعثمانية وهي من أجمل النواعير في العالم.
- مجموعة الكيلانيات: وهي تتألف من أربعة نواعير أيضاََ ثلاثة منها على الضفة اليسرى وواحدة فقط على الضفة اليمنى وتحمل الأسماء التالية الجعبرية والطوافرة والكيلانية.
- مجموعة شمال القلعة: تقع في محلة باب الجسر على الطرف الشمالي لقلعة حماة وهي ثلاث نواعير اثنتان منها على الضفة اليسرى وواحدة منها على الضفة اليمنى للنهر وتحمل التسميات التالية الخضر والدوالك والدهشة.
- مجموعة باب النهر: وهي تتكون من أربع نواعير اثنتان منها لا تزالان قيد العمل المحمدية والقاق واثنتان أخران قد زالتا من الوجود من قبل حوالي نصف قرن وهما العونية والبركة.

## معرض الصور

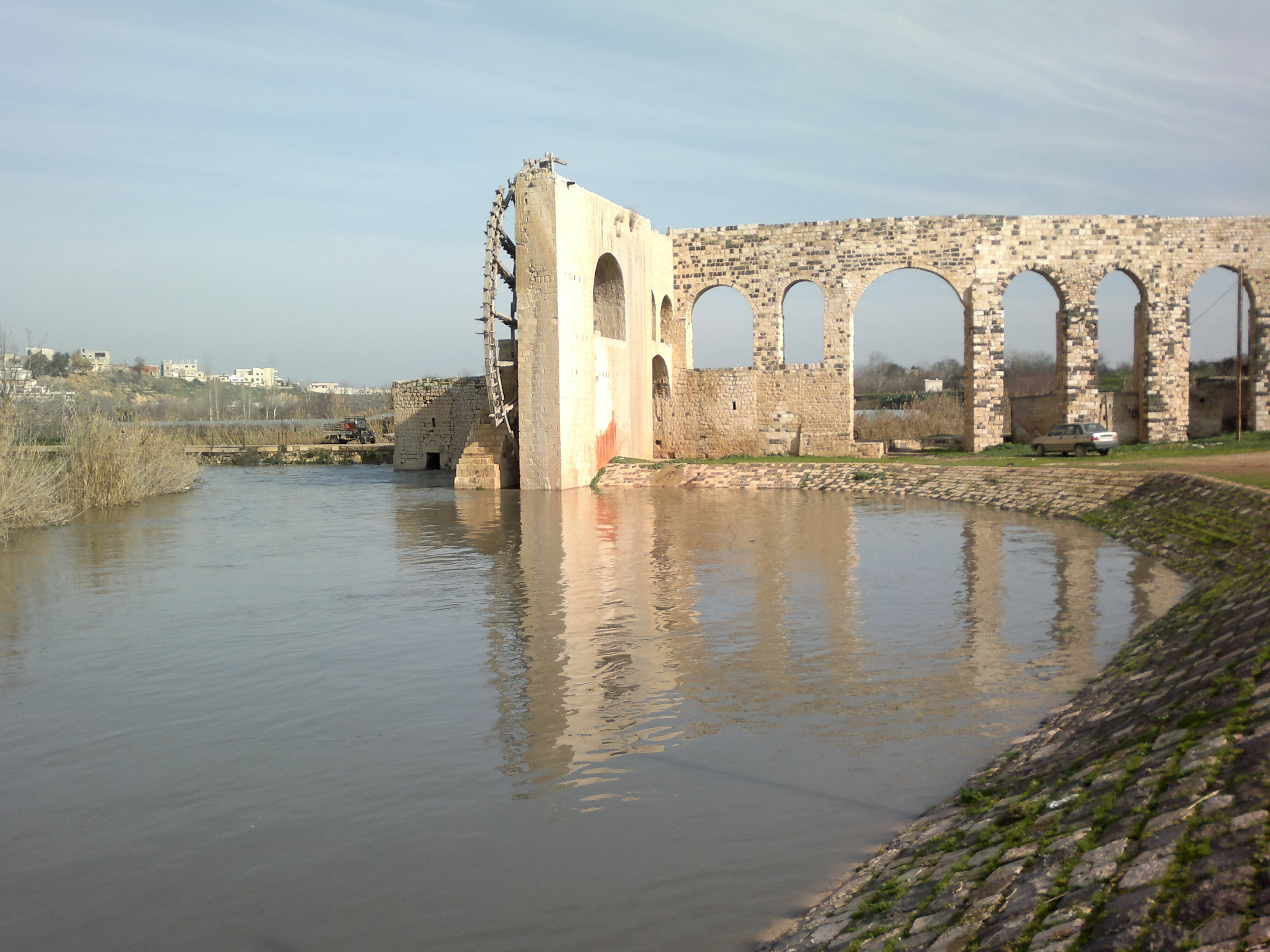
ناعورة كازو على نهر العاصي في حماة
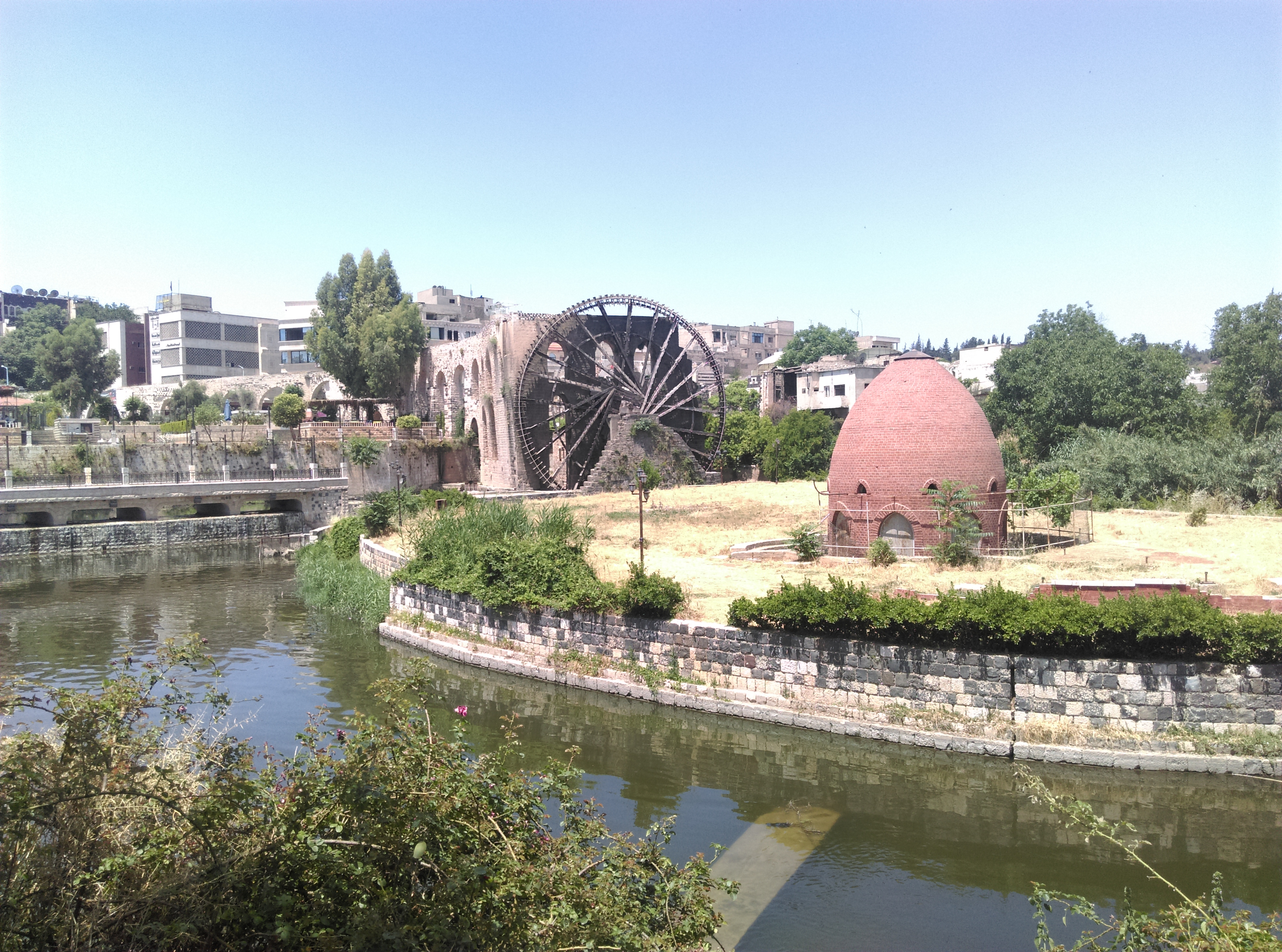
ناعورة المأمورية في حماة
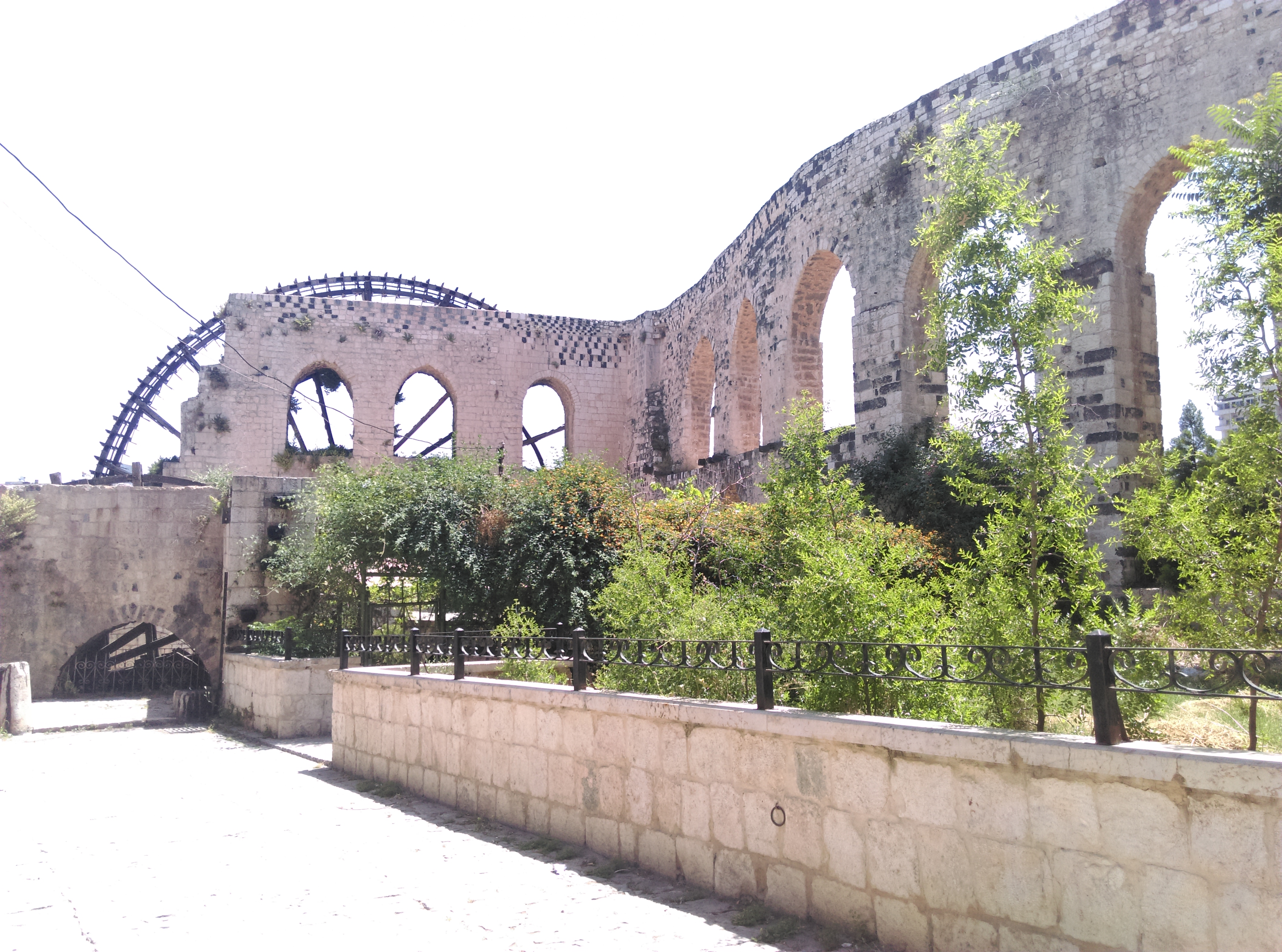
ناعورة المأمورية
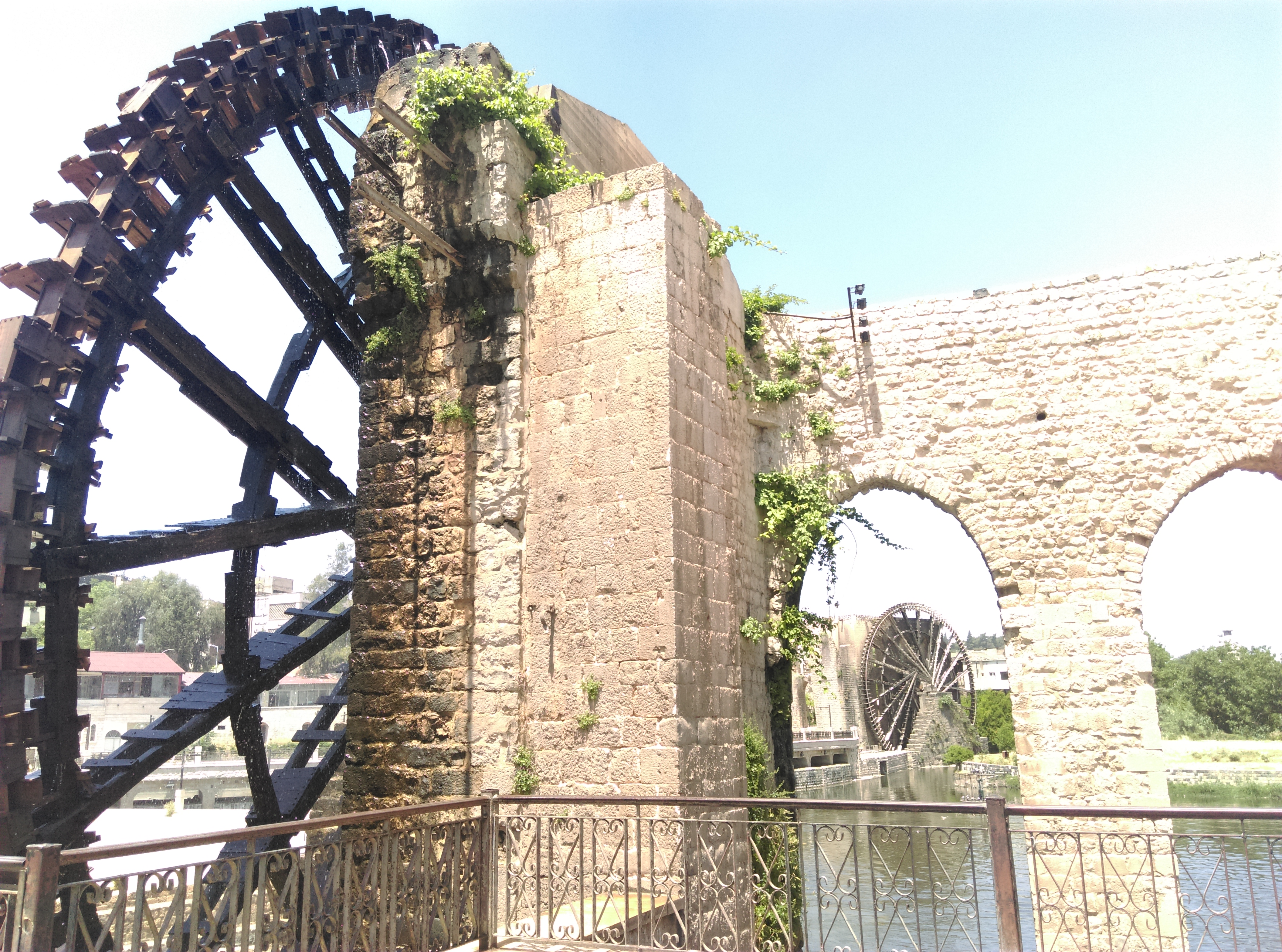
ناعورتي الجسرية والمأمورية

### فهرس المراجع
1. ↑  David Goran (29 Jul 2017). "The Giant Norias of Hama: 17 magnificently engineered water wheels believed to date to the 4th century BC" (بالإنجليزية). the vintage news. Archived from the original (html) on 2020-02-23. Retrieved 2025-05-19. {{استشهاد ويب}}: الوسيط غير المعروف |سنة الوصول= تم تجاهله يقترح استخدام |date= (help)
2. ↑  "Noréas de Hama" en (بالإنجليزية). Archived from the original on 2019-12-02. Retrieved 2020-03-23. {{استشهاد ويب}}: الوسيط غير صالح |script-title=: بادئة مفقودة (help)
3. ↑  "كتيب ASME" (PDF). Noria Brochure final-2010.

### للاستزادة
- مجلة العربي العدد 484 ص 140